# Stalhof

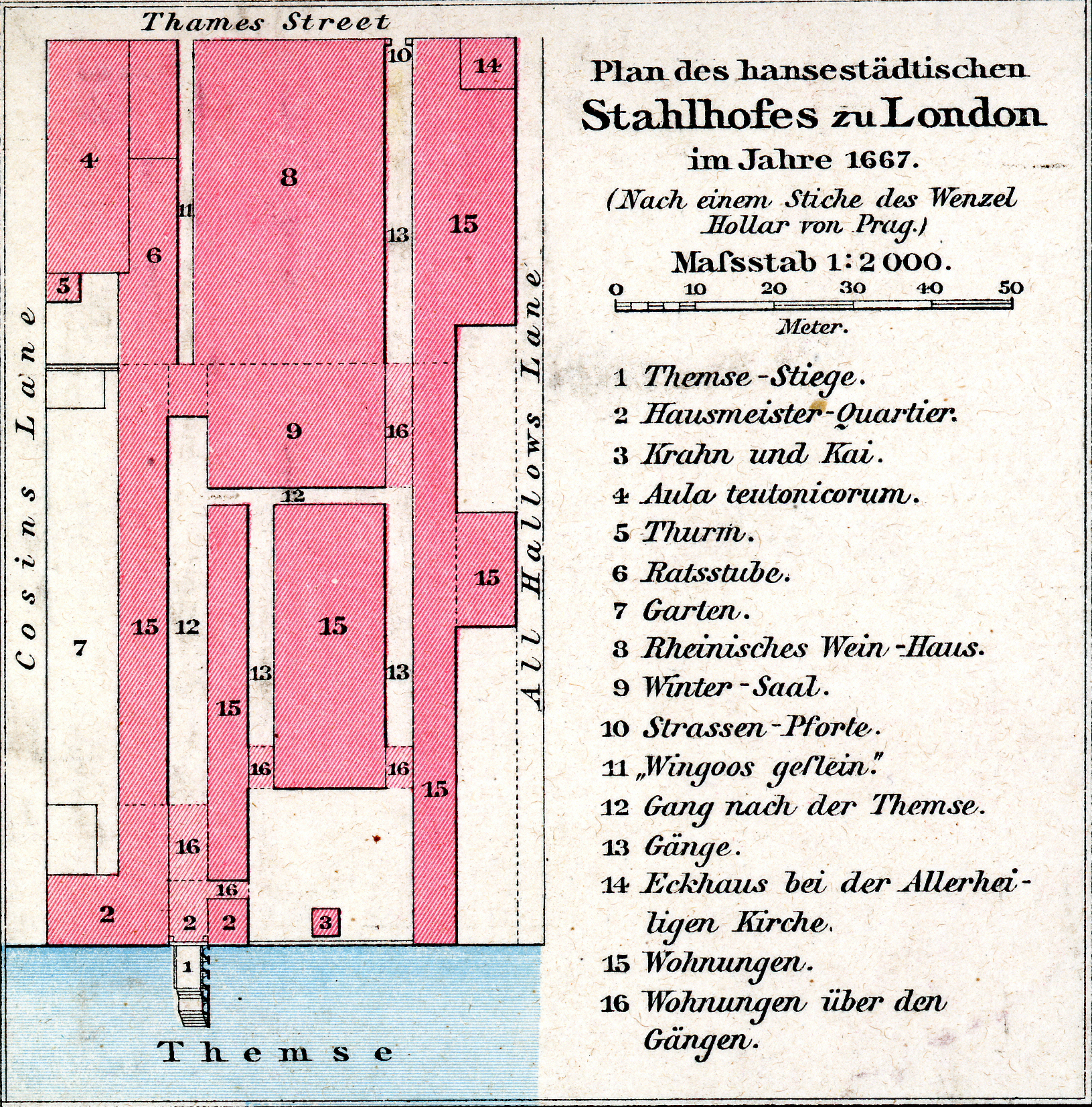
Plattegrond van het Stalhof (Staalhof), 1667, in de Allgemeiner Historischer Handatlas van Prof. Droysens

De Stalhof (soms ook in de spelling Staalhof) was sinds 1475 een omgrensd gebied aan de noordoever van de Theems waar de Hanzekooplieden in Londen hun hanzekantoor hadden. In 1853 werd het gebied door de Hanzesteden Lübeck, Bremen en Hamburg verkocht. De Stiliard (Steelyard) werd in het westen door de Cousin Lane begrensd, in het noorden de Thames Street en in het oosten door de Allhallows Lane. In 1866 werd hier Station London Cannon Street geopend.

## Guildhall
Vanaf de vroege 11e eeuw is de aanwezigheid van kooplieden uit het Rijnland in Londen af te leiden uit bewaard gebleven documenten, ze handelden hoofdzakelijk in wijn. In 1157 verkregen enige Keulse kooplieden van Hendrik II van Engeland handelsprivileges en vestigden een gemeenschappelijke nederzetting aan de Theems. Dit gebouw, de Guildhall (gildehuis), diende als vergaderplaats, als pakhuis en zo nu en dan ook als woonoord. 

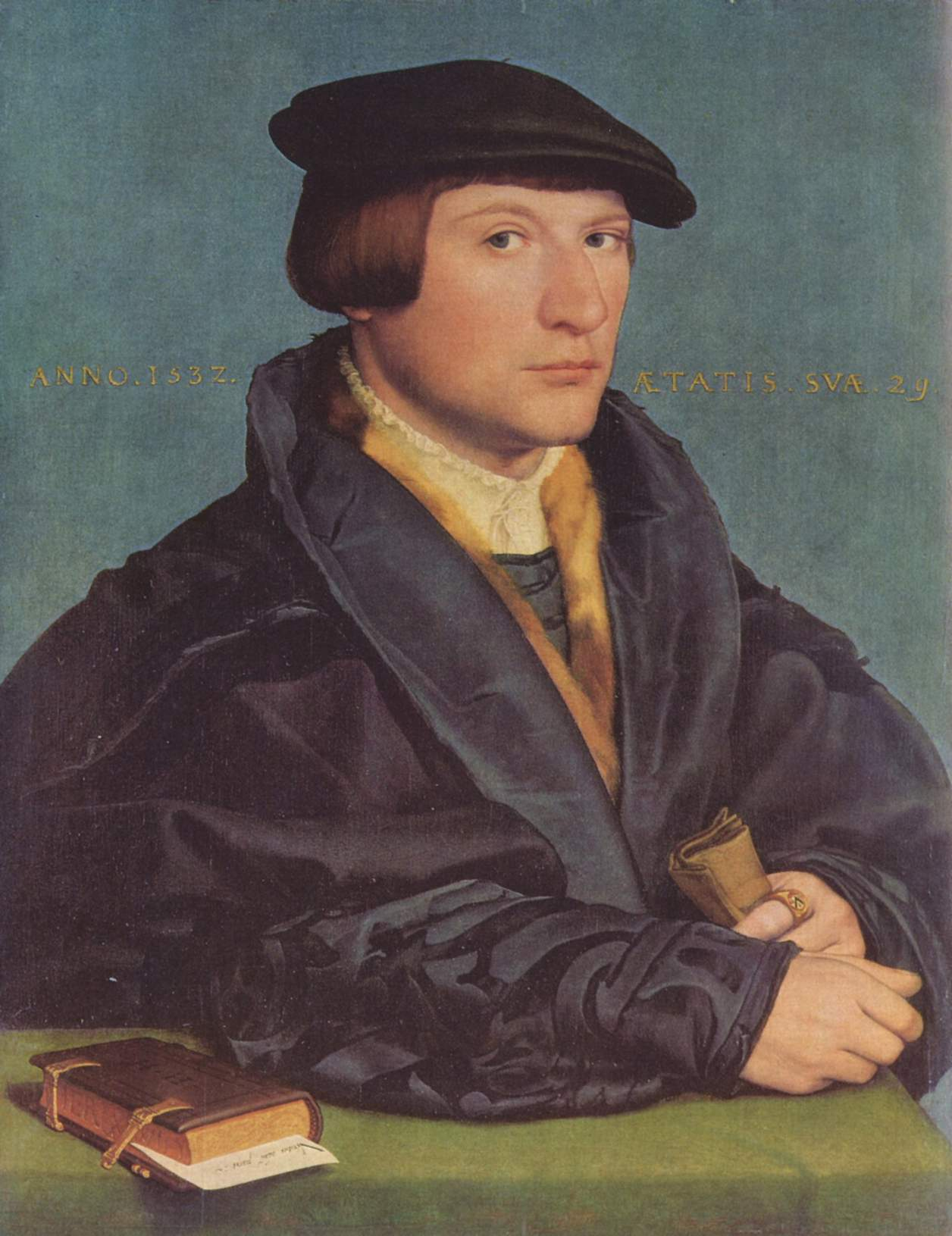
Hermann Wedigh, 29 jaar, later Keulse raadsheer, koopman in Stalhof, 1532

Rond 1238 en 1260 werden door Hendrik III van Engeland de privileges van de kooplieden bevestigd, ze golden voortaan voor alle Duitse Hanzekooplieden in Londen. De handelswaar van de Duitse kooplieden verschoof van wijn naar graan, laken en zout, die naar Engeland werden geëxporteerd en ruwe wol die uit Engeland naar de lakensteden werd verkocht.
In 1282 wordt de Hanze voor het eerst genoemd in Engelse documenten als Hansa Almaniae. In 1303 gaf Eduard I van Engeland hen handelsvrijheid en vrijstelling van tol in zijn Carta Mercatoria. Pas in de 15e eeuw echter groeide de Hanze uit tot een echt belangrijke macht. Onder leiding van Keulen groeide de invloed van de Hanze over de lakenindustrie. Dit leidde tot constante wrijving tussen Engelse handelaren in Hanzesteden en de Hanzeprivileges in Engeland, die regelmatig tot geweld leidden. Niet alleen Engelse wol, maar ook laken werd door de Hanze geëxporteerd, die de handel in Colchester en andere belangrijke steden voor de lakenindustrie in handen hadden.

## Stalhof
Toen de Guildhall in 1469 vernietigd werd, kregen de kooplieden uit Keulen een uitzonderingspositie van Eduard IV van Engeland. Dit leidde tot verdeeldheid onder de Hanzesteden. Engelse handelaren, de Merchant Adventurers, kwamen steeds meer naar de Oostzee en in 1470 brak daardoor een kaperoorlog uit. Vanwege de verdeeldheid werd Keulen uit het Hanzeverbond gegooid.
Engeland, dat in de Rozenoorlogen verwikkeld was, had een zwakke onderhandelingspositie, dus ondanks dat de Hanzevloot enkele zware nederlagen leed, verkregen zij een zeer gunstige vrede, de Vrede van Utrecht in 1474. Hiermee verkregen de Hanzekooplieden in 1475 het aan de Guildhall aangrenzende gebied van de Engelse koning. Dit werd ommuurd en Steelyard of Stalhof genoemd. Men had hier de beschikking over een eigen hijskraan, eigen handels- en woonhuizen en een tuin. Toen aan het einde van de 16e eeuw de geschillen over de lakenexport met de Engelse kooplieden toenamen en Engeland in oorlog kwam met de Duitse keizer, werd in 1598 Stalhof door koningin Elizabeth in beslag genomen en werden alle handelsprivileges opgeheven. Oorzaak was de uitwijzing van alle Merchant Adventurers uit Stade dat jaar. In 1606 herkreeg Stalhof de vroegere bezittingen, maar de privileges werden niet vernieuwd. In de volgende jaren had het economisch nauwelijks nog iets te betekenen. In 1666 werden tijdens de Grote brand van Londen de meeste gebouwen vernietigd en in 1853 verkochten de rechtsopvolgers van de Hanze, Lübeck, Bremen en Hamburg het gebied.

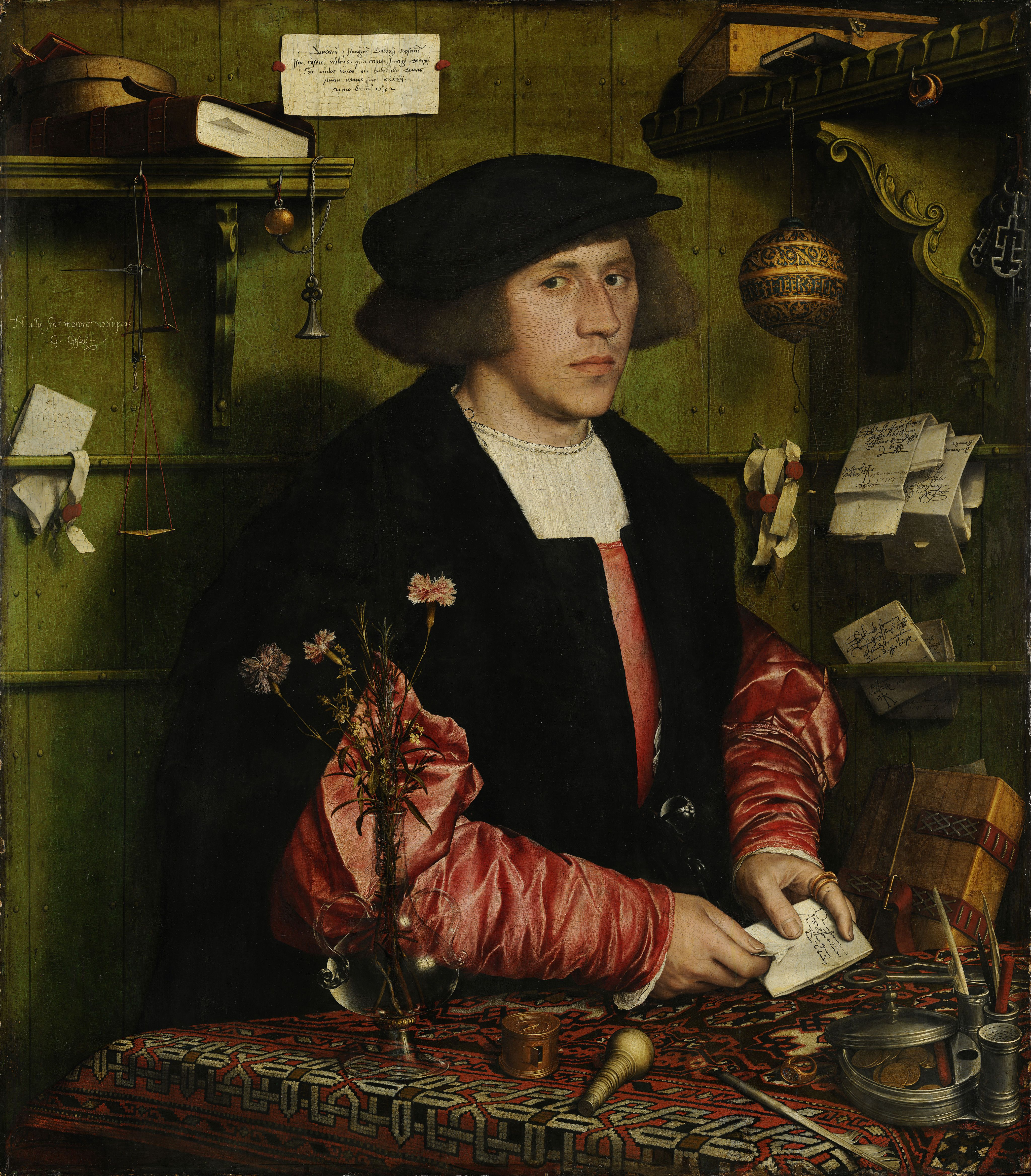
Georg Giese, 34 jaar, uit Danzig, koopman in Stalhof, 1532.

Aan het hoofd van Stalhof stond de door de kooplieden op nieuwjaarsdag gekozen Ältermann, met twee assistenten. De Ältermann representeerde Stalhof naar buiten, zorgde voor de naleving van de interne reglementen en was rechter. De statuten van het Stalhof eisten dat elk van deze gekozen mannen een van de drie regio's, Drittel (derden) genaamd, moest vertegenwoordigden. Het eerste derde bestond uit Keulen en andere steden ten westen van de Rijn. Het tweede derde bestond uit steden ten oosten van de Rijn, Westfaalse, Saksische en Wendische steden. Uit Gotland, Lijfland of de Pruisische steden Danzig en Elbing kwamen de kooplieden die het laatste derde vertegenwoordigden. Aangezien de Keulse kooplieden altijd in de meerderheid waren in Stalhof, kwam de Ältermann meestal uit hun midden. Stalhof verkreeg zijn inkomsten uit de belasting, Schoß genaamd, die alle Hanzekooplieden moesten betalen die op Engeland reisden. Stalhof was boven de andere Hanzevestigingen in Engeland geplaatst, zoals die in Boston en King's Lynn.

## Portretten
Rond 1530 schilderde Hans Holbein de Jonge een serie portretten van kooplieden uit de Stalhof. Dit was een dusdanig succes dat men voor de hal twee schilderijen bestelde, Triumphzug des Reichtums en Triumphzug der Armut. Deze werden vernietigd tijdens de brand, maar kopieën hangen in het Ashmolean Museum in Oxford. Daarnaast is er een gedetailleerde beschrijving van Stalhof door de Londense stadsbiograaf John Stow.